# Johannes Jørgensen
|  | For bokseren Johannes Jørgensen (1867-1913), se Jim Smith |
Jens Johannes Jørgensen (født 6. november 1866 i Svendborg, død 29. maj 1956 sammesteds) var en dansk forfatter.

## Ungdom
Et melankolsk gemyt og en tidlig sans for naturens mangfoldighed og skønhed kom til at præge ham livet igennem.
Som knap 16-årig rejste han til København for at blive student, hvilket han blev i 1884 fra Nørrebros Latin- og Realskole.
Han udviklede i København radikale socialpolitiske synspunkter, der snart førte ham ind i kredsen af kulturradikale kunstnere.
Fra sine tidligste år viste han en stærk og følsom forkærlighed for poesien, hvorigennem han kunne udtrykke sine drømme og følsomme iagttagelser, og resten af livet forblev det en fremtrædende udtryksmåde for ham.
Men med hans medfødte melankoli fandt han ikke blivende sted i kulturradikalismens materialisme, hvor Eros og livsnydelsen, sammenfattet i panteismens naturdyrkelse, blev fremherskende retningsgivere. Han indledte derfor sammen med ligesindede en søgen efter mere åndeligt motiverede inspirationskilder. Det blev indledningen til symbolismen, hvor tidsskriftet Taarnet blev talerør for at søge nye, uprøvede veje og ytre sig i et metaforisk formsprog, som i højere grad svarede til Johannes Jørgensens følsomhed. Som redaktør af Taarnet udviklede han en polemisk retorik, som ikke gjorde tonen lettere for ham i hans kamp for sine ideer.
Symbolisterne kom hurtigt på tværs af de herskende litterære kredse, der især havde grupperet sig omkring brødrene Georg og Edvard Brandes, og som ikke skånede de unge oprørere.

## Omvendelse til den katolske kirke
For Johannes Jørgensen kom mødet med den unge jøde, sølvsmeden Mogens Ballin, der var konverteret til katolicismen, til at være et vendepunkt. Han fandt ikke i symbolismen den åndelige dybde, som hans sind higede efter. Fra sit barndomshjem havde han arvet en grundfæstet basis i kristendommen, som selv i hans mest radikale periode aldrig helt havde sluppet ham. Den vendte nu tilbage med krav om fordybelse i kristen mystik – men det blev ikke nogen let vej. Der skulle gå lang tid med mange indre kampe, inden han syntes at have fundet den havn, hvor han fandt åndelig tryghed, selvom mange indre og ydre faktorer sled i ham.
I 1894 besøgte han første gang Assisi sammen med Mogens Ballin. Det blev begyndelsen til det, som skulle komme til at fylde mest i hans fremtidige liv som menneske og forfatter – nemlig kærligheden til den hellige Frans, Assisis berømte søn.
Det nære venskab til Mogens Ballin og mødet med den hellige Frans udløst det skifte i hans sind, som i 1896 førte til hans overgang til katolicismen og et afgørende vendepunkt i hans forfatterskab.

## Karriere
I 1902 oversatte han Fioretti til dansk, og året efter udkom Pilgrimsbogen med skildring af de franciskanske steder og forfatterens egne besøg der.
I 1907 udkom Johannes Jørgensens store biografi over den hellige Frans, som skulle gøre ham verdensberømt og til æresborger i Assisi såvel som i fødebyen Svendborg. 
I 1915 bosatte sig i Assisi. Hans passion for den franciskanske ånd førte til en række bøger med udgangspunkt i den umbriske verden, hvor ånd og natur karakteristisk for ham altid gik op i en højere enhed.
Det næsten sværmeriske forhold, som Johannes Jørgensen livet igennem havde til naturen, årstiderne, blomsterne og livets bekræftende mangfoldighed, havde, som nævnt, i hans ungdom udviklet sig til en panteistisk naturtilbedelse. Aldrig slap denne naturbundethed ham, og overalt kunne han falde hen i malende naturbetragtninger. Men i skildringen af den hellige Frans' forhold til naturen som Guds sande billede sammensmelter disse to lidenskaber hos ham – naturen og Gud. Den guddom, som i hans ungdom bestod i menneskets forhold til naturen, vendte sig nu som et udtryk for Guds sandhed.

## Under 2. verdenskrig
I krigsårene 1943-45 rejste han fra Assisi til Vadstena i Sverige og bosatte sig. Her påbegyndte han sit store værk om den hellige Birgitta. Det var hans tredje store helgenbiografi, der fulgte efter bogen om den hellige Katarina af Siena (1915).
Efter mordet den 4. januar 1944 på Kaj Munk bragte De frie Danske udtalelser fra flere indflydelsesrige skandinaver, herunder fra Jørgensen.

## Hjem til Danmark
Efter krigens slutning rejste han tilbage til Assisi, men alderen var begyndt at tynge ham. I 1952 flyttede han tilbage til Svendborg, hvor byen havde tilbudt ham fri æresbolig i hans barndomshjem i Fruestræde.

## Privat
I 1913 havde han forladt sin kone, Amalie Ewald, og deres syv børn efter et problematisk ægteskab. Som katolik kunne han ikke indgå nyt ægteskab, men da Amalie døde i 1935, indgik han i 1937 ægteskab med den østrigskfødte Helena Klein.

## Hæder
Jørgensen blev æresborger i Assisi 1922 og i Svendborg 1936 samt dr.phil. h.c. ved Universitetet i Louvain 1927. Desuden Ridder af Dannebrog 1920 og Kommandør af 2. grad 1926.

## Død
Jørgensen døde den 29. maj 1956, knap 90 år gammel, og blev begravet på byens kirkegård.

## Forfatterskabets betydning
Johannes Jørgensens forfatterskab er vanskeligt at rubricere. Hans livslange søgen førte ham gennem mange og lange kampe, for selvom han blev overbevist katolik og her havde et fast åndeligt ståsted, så førte han mange kampe med sig selv – med sin urolige og tungsindige natur, som han havde ført med sig fra sin barndom.
Hans katolicisme til trods har hans åbne iagttagelsesevne gjort ham interessant langt uden for Den Katolske Kirke. I sine rejseskildringer tåler han sammenligning med sin fynske åndsbeslægtede H.C. Andersen, og ikke mindst hans sublime sprogsans har gjort ham elsket af mange. 
Johannes Jørgensens lyrik er måske den del af hans forfatterskab, som har bragt ham flest yndere i hans hjemland, hvor mange endnu i dag søger hans lyrik.[kilde mangler]

## Værker
Blandt hans værker er:
- En Fremmed – roman, 1890
- Stemninger – digte, 1892
- Sommer – roman, 1892
- Bekendelse – digte, 1894
- Hjemve – roman, 1894
- Pilgrimsbogen – rejseskildring, 1903
- Den hellige Frans af Assisi – biografi, 1907

I 18. udgave af Højskolesangbogen er der tre digte af Johannes Jørgensen: Frans af Assisis Solsang "Almægtige og kære Gud", "Nu lyser løv i lunde" og "Sænk kun dit hoved, du blomst".
I Den Danske Salmebog fra 2003 er "Almægtige og kære Gud" ligeledes blevet optaget.